# هتون القاضي

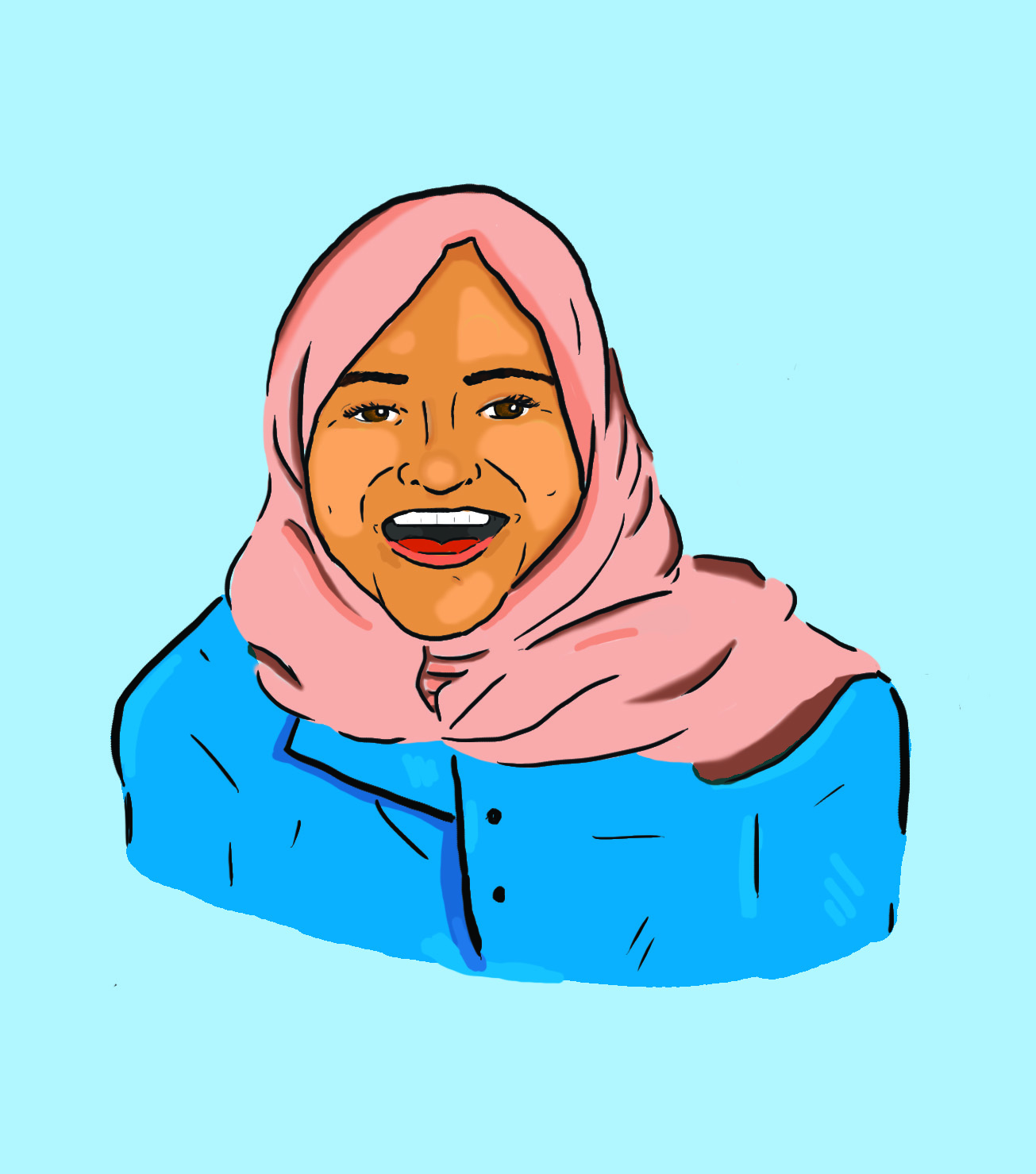
رسم رقمي من اليوتيوب، للناشطة واليوتيوبر الكوميدية هتون قاضي. تم رسمها لصفحتها بويكيبيديا كجزء من فعالية BBC 100 Women. رسمتها هانا كلوس من لندن.

هتون القاضي هي كوميدية وناشطة سعودية تستضيف برنامج نون النسوة الكوميدي على موقع يوتيوب والذي ويضم 29,212 مشتركًا (اعتبارًا من 8 ديسمبر 2016). تقدم هتون الظواهر الاجتماعية من منظور المرأة بشكل ساخر. اشتُهرت هتون لنشرها مقاطع الفيديو الساخرة حول قضايا المرأة والأسرة والتي غالبًا ما تبرز الحياة اليومية في المملكة العربية السعودية. بدأت هتون مع الكوميديا عندما أدركت أن هناك الكثير من الكوميديين الرجال على الإنترنت في المملكة العربية السعودية. في عام 2014، حصلت على لقب واحدة من 100 امرأة في بي بي سي.
هتون أم لطفلين،  وتكتب عموداً أسبوعياً لصحيفة أراب نيوز، وهي صحيفة يومية سعودية تصدر باللغة الإنجليزية. تعمل كمحاضرة بدوام جزئي في جامعة دار الحكمة، كلية الأعمال والقانون، في جدة، المملكة العربية السعودية. أكملت هتون دراستها الجامعية في المملكة المتحدة وحصلت على شهادتين. وفي عام 2009م، تخرجت من ماجستير تكنولوجيا المعلومات والإدارة والتنظيم من جامعة لانكستر . في عام 2016 ، حصلت على درجة الدكتوراه في جامعة شيفيلد .
في ديسمبر 2016 ، كانت هتون من بين مجموعة من المؤثرين على وسائل التواصل الاجتماعي في منطقة الخليج العربي الذين أطلقوا حملةً لدعم اللاجئين السوريين في الأردن . كان هدفهم رفع الوعي حول تحديات اللاجئين السوريين في الأردن والحصول على الدعم المالي. نشر المؤثرون قصصًا مكتوبة وتصويرية عن زياراتهم لمخيمات اللاجئين السوريين، مع لفت الانتباه إلى معاناة اللاجئين.

## روابط خارجية
- قناة نون النسوة على اليوتيوب
- هتون قاضي على تويتر